# Santiago (Loja)
Santiago ist eine Ortschaft und eine Parroquia rural („ländliches Kirchspiel“) im Kanton Loja der ecuadorianischen Provinz Loja. Die Parroquia besitzt eine Fläche von 102,03 km². Beim Zensus 2010 wurden 1373 Einwohner gezählt.

## Lage
Die Parroquia Santiago liegt in den Anden im Süden von Ecuador. Die kontinentale Wasserscheide verläuft entlang der westlichen Verwaltungsgrenze. Dort erreichen die Berge Höhen von 3200 m. Das Areal wird nach Südosten zum Río Zamora entwässert. Der 2400 m hoch gelegene Ort Santiago befindet sich 25 km nordnordwestlich der Provinzhauptstadt Loja. Die Fernstraße E35 (Loja–Saraguro) führt an Santiago vorbei.
Die Parroquia Santiago grenzt im äußersten Norden an die Parroquia San Pablo de Tenta (Kanton Saraguro), im Osten an die Parroquia San Lucas, im Südosten an die Parroquia Jimbilla, im Süden an das Municipio von Loja, im
Südwesten an die Parroquias Taquil und Chuquiribamba sowie im Nordwesten an die Parroquia Gualel.

## Orte und Siedlungen
In der Parroquia gibt es folgende Barrios: Barrio Central (Machala, La Floresta, Sagrado Corazón de Jesús), San José, Manzano, Lliclla, Cachipirca, Liria (Las Juntas und Liria), Pucala, Paquisha, Gandil, Barrio Aguacate – Chacoyanta (Aguacate und Chacoyanta), Pogllo, Sayo, Challipaccha, El Gallo, La Chorrera, Pasín und Minas.

## Geschichte
Im Jahr 1852 wurde die kirchliche Pfarrei gegründet. Im Jahr 1909 wurde Santiago auch eine zivilrechtliche Parroquia.